# أندرو براون (صحفي، مواليد 1955)
أندرو براون (بالإنجليزية: Andrew Brown)‏ هو صحفي وكاتب بريطاني، ولد في 1955 في لندن في المملكة المتحدة.

## وصلات خارجية
- الموقع الرسمي